# Acontia carnescens
Acontia carnescens là một loài bướm đêm trong họ Noctuidae.